# Carpi Football Club 1909 2012-2013
Questa voce raccoglie le informazioni riguardanti il Carpi Football Club 1909 nelle competizioni ufficiali della stagione 2012-2013.

## Stagione
La stagione 2012-2013 viene disputata davanti al pubblico del Cabassi, restaurato e messo a norma per la categoria.
La squadra viene affidata all'inedita coppia Tacchini-Cioffi che riesce a far raggiungere alla squadra la testa della classifica dopo la vittoria sul Lecce del 16 dicembre. Al termine del girone d'andata il Carpi è campione d'inverno a pari punti con i pugliesi. Nel mercato invernale la società acquista, fra gli altri, Della Rocca, Melara e Viola. Il girone di ritorno inizia con un punto ottenuto nelle prime sei partite. La squadra si ritrova poi fuori dalla zona play-off e la coppia Tacchini-Cioffi viene esonerata. Il nuovo allenatore è Fabio Brini, che in passato aveva già ottenuto due promozioni in Serie B allenando Ancona e Salernitana. La squadra riesce a recuperare posizioni in classifica, chiudendo la regular season al terzo posto. I biancorossi si qualificano quindi per il secondo anno consecutivo agli spareggi promozione. L'avversario delle semifinali è il Südtirol; il Carpi supera il turno vincendo 2-1 in trasferta e poi pareggiando 2-2 in casa al ritorno.
L'ultimo avversario è il Lecce: l'andata si gioca in casa, dove i salentini escono sconfitti per 1-0. Il Carpi si presenta la domenica successiva al Via del Mare con due risultati su tre a disposizione, ottenendo il pareggio per 1-1 con le reti di Mariano Bogliacino per il Lecce e Kabine per il Carpi. Il Carpi vince così i play-off e raggiunge la sua prima promozione in Serie B della storia.

## Divise e sponsor
| Casa | Trasferta |

## Organigramma societario
Area direttiva
- Presidente: Claudio Caliumi
- Segreteria sportiva: Matteo Scala e Mauro Bellentani

Area organizzativa
- Team manager: Roberto Canepa
- Segretario: Giuseppe Valentino

Area tecnica
- Direttore sportivo: Cristiano Giuntoli
- Allenatore: Daniele Tacchini da febbraio Fabio Brini
- Allenatore in seconda: Gabriele Cioffi da febbraio Giandomenico Costi
- Preparatore atletico: Andrea Nuti
- Preparatore dei portieri: Roberto Perrone

## Rosa
| N. |                   | Ruolo | Calciatore        |
| -- | ----------------- | ----- | ----------------- |
|    | Italia (bandiera) | P     | Paolo Guerci      |
|    | Italia (bandiera) | P     | Marco Sportiello  |
|    | Italia (bandiera) | P     | Matteo Trini      |
|    | Italia (bandiera) | D     | Denny Cardin      |
|    | Italia (bandiera) | D     | Riccardo Gagliolo |
|    | Italia (bandiera) | D     | Gaetano Letizia   |
|    | Italia (bandiera) | D     | Claudio Lollini   |
|    | Italia (bandiera) | D     | Fabrizio Poli     |
|    | Italia (bandiera) | D     | Federico Sorbo    |
|    | Italia (bandiera) | D     | Nicolò Sperotto   |
|    | Italia (bandiera) | D     | Leonardo Terigi   |
|    | Italia (bandiera) | C     | Raffaele Bianco   |
|    | Italia (bandiera) | C     | Leonardo Crafa    |
|    | Italia (bandiera) | C     | Fabio Concas      |

| N. |                    | Ruolo | Calciatore        |
| -- | ------------------ | ----- | ----------------- |
|    | Italia (bandiera)  | C     | Elia Cortesi      |
|    | Italia (bandiera)  | C     | Antonio Di Gaudio |
|    | Italia (bandiera)  | C     | Fabrizio Melara   |
|    | Italia (bandiera)  | C     | Romeo Papini      |
|    | Italia (bandiera)  | C     | Lorenzo Pasciuti  |
|    | Italia (bandiera)  | C     | Marco Perini      |
|    | Italia (bandiera)  | C     | Francesco Potenza |
|    | Italia (bandiera)  | C     | Nicolas Teggi     |
|    | Marocco (bandiera) | A     | Rachid Arma       |
|    | Italia (bandiera)  | A     | Luigi Della Rocca |
|    | Italia (bandiera)  | A     | Andrea Ferretti   |
|    | Marocco (bandiera) | A     | Mehdi Kabine      |
|    | Italia (bandiera)  | A     | Alessio Viola     |

## Risultati

### Lega Pro Prima Divisione

#### Girone di andata
| Arbitro: | Soricaro (Barletta) |

|  |           |          |
|  | Marcatori | 19’ Arma |

| Arbitro: | Cifelli (Campobasso) |

|                       |           |  |
| Concas 65’ Kabine 69’ | Marcatori |  |

| Arbitro: | Ros (Pordenone) |

|                                |           |  |
| L. Della Rocca 62’ Corazza 66’ | Marcatori |  |

| Arbitro: | Merlino (Udine) |

|          |           |             |
| Arma 16’ | Marcatori | 64’ Le Noci |

| Arbitro: | Giovani (Grosseto) |

|                |           |         |
| Thiam 56’, 81’ | Marcatori | 1’ Arma |

| Arbitro: | Pezzuto (Lecce) |

|                         |           |             |
| Kabine 12’ Pasciuti 31’ | Marcatori | 62’ Belotti |

| Pavia 14 ottobre 2012, ore 15:00 7ª giornata | Pavia              | 0 – 0 referto | Carpi | Stadio Pietro Fortunati (860 spett.)\| Arbitro: \| Giovani (Grosseto) \| |
| Arbitro:                                     | Giovani (Grosseto) |               |       |                                                                          |

| Arbitro: | Sacchi (Macerata) |

|                 |           |  |
| A. Ferretti 90’ | Marcatori |  |

| Arbitro: | Caso (Verona) |

|  |           |                                        |
|  | Marcatori | 63’ Potenza 80’ A. Ferretti 90’ Kabine |

| 4 novembre 2012 10ª giornata |  | – turno di riposo Carpi |  |  |

| Arbitro: | D'Angelo (Ascoli Piceno) |

|                 |           |  |
| A. Ferretti 31’ | Marcatori |  |

| Arbitro: | Bindoni (Venezia) |

|              |           |          |
| D. Rosso 63’ | Marcatori | 42’ Poli |

| Arbitro: | Greco (Lecce) |

|                               |           |  |
| A. Ferretti 19’, 67’ Arma 36’ | Marcatori |  |

| Cuneo 2 dicembre 2012, ore 14:30 14ª giornata | Cuneo             | 0 – 0 referto | Carpi | Stadio Fratelli Paschiero (850 spett.)\| Arbitro: \| Ghersini (Genova) \| |
| Arbitro:                                      | Ghersini (Genova) |               |       |                                                                           |

| Arbitro: | Chiffi (Padova) |

|                |           |               |
| Bortolotto 62’ | Marcatori | 32’ Di Gaudio |

| Arbitro: | Maresca (Napoli) |

|          |           |  |
| Arma 78’ | Marcatori |  |

| Como 22 dicembre 2012, ore 14:30 17ª giornata | Como                  | 0 – 0 referto | Carpi | Stadio Giuseppe Sinigaglia (1.000 spett.)\| Arbitro: \| Rocca (Vibo Valentia) \| |
| Arbitro:                                      | Rocca (Vibo Valentia) |               |       |                                                                                  |

#### Girone di ritorno
| Arbitro: | Minelli (Varese) |

|          |           |                                      |
| Arma 60’ | Marcatori | 27’ Madonia 68’ M. Mancosu 88’ Basso |

| Arbitro: | Bruno (Torino) |

|                                        |           |          |
| Magliocchetti 7’ Antonelli Agomeri 18’ | Marcatori | 41’ Poli |

| Carpi 20 gennaio 2013, ore 14:30 20ª giornata | Carpi               | 0 – 0 referto | Portogruaro | Stadio Sandro Cabassi (1.000 spett.)\| Arbitro: \| Bietolini (Firenze) \| |
| Arbitro:                                      | Bietolini (Firenze) |               |             |                                                                           |

| Arbitro: | Dei Giudici (Latina) |

|                                     |           |                                  |
| Caridi 32’ Moi 89’ Martina Rini 90’ | Marcatori | 64’ L. Della Rocca 76’ Di Gaudio |

| Arbitro: | Ripa (Nocera Inferiore) |

|  |           |                      |
|  | Marcatori | 25’ Thiam 52’ Furlan |

| Arbitro: | Chiffi (Padova) |

|                |           |  |
| M. Corradi 23’ | Marcatori |  |

| Arbitro: | Pezzuto (Lecce) |

|                             |           |  |
| L. Della Rocca 59’ Arma 86’ | Marcatori |  |

| Arbitro: | Bindoni (Venezia) |

|            |           |                    |
| Kirilov 3’ | Marcatori | 11’ L. Della Rocca |

| Arbitro: | Verdenelli (Foligno) |

|            |           |  |
| Concas 63’ | Marcatori |  |

| 17 marzo 2013 27ª giornata |  | – turno di riposo Carpi |  |  |

| Arbitro: | Tardino (Milano) |

|                  |           |                               |
| M. Stendardo 60’ | Marcatori | 23’ L. Della Rocca 69’ Melara |

| Arbitro: | Greco (Lecce) |

|                                     |           |           |
| Terigi 2’ A. Viola 48’ Pasciuti 90’ | Marcatori | 8’ Guerra |

| Arbitro: | Brasi (Seregno) |

|  |           |            |
|  | Marcatori | 86’ Papini |

| Arbitro: | Fiore (Barletta) |

|              |           |                             |
| A. Viola 46’ | Marcatori | 12’, 38’ Cristini 67’ Torri |

| Arbitro: | Illuzzi (Molfetta) |

|                 |           |            |
| Concas 39’, 72’ | Marcatori | 10’ Cusaro |

| Arbitro: | Cifelli (Campobasso) |

|                    |           |             |
| Chevantón 45’, 77’ | Marcatori | 4’, 8’ Arma |

| Arbitro: | Aureliano (Bologna) |

|                    |           |                                 |
| L. Della Rocca 33’ | Marcatori | 59’ Schiavino 74’ D. Donnarumma |

#### Play-off
| Arbitro: | Chiffi (Padova) |

|           |           |                                |
| Campo 12’ | Marcatori | 28’ L. Della Rocca 69’ Letizia |

| Arbitro: | Minelli (Varese) |

|                                  |           |                           |
| L. Della Rocca 25’ Di Gaudio 72’ | Marcatori | 53’ Maritato 58’ Iacoponi |

| Arbitro: | Maresca (Napoli) |

|            |           |  |
| Concas 72’ | Marcatori |  |

| Arbitro: | Ghersini (Genova) |

|               |           |            |
| Bogliacino 2’ | Marcatori | 74’ Kabine |

### Coppa Italia

#### Turni preliminari
| Arbitro: | Lanza (Nichelino) |

|                                                     |           |  |
| Arma 5’, 8’ Di Gaudio 12’ Lollini 85’ M. Perini 87’ | Marcatori |  |

| Arbitro: | Gavillucci (Latina) |

|             |           |                                        |
| Sforzini 1’ | Marcatori | 52’ Kabine 66’ De Bode 90+4’ Di Gaudio |

| Arbitro: | Giannoccaro (Lecce) |

|                |           |  |
| Abbruscato 39’ | Marcatori |  |

### Coppa Italia Lega Pro

#### Fase ad eliminazione diretta
| Arbitro: | Losito (Pesaro) |

|  |           |                                     |
|  | Marcatori | 5’, 90+1’ A. Ferretti 60’ Di Gaudio |

| Arbitro: | Brasi (Seregno) |

|                           |           |                   |
| G. Tulli 18’ Scappini 79’ | Marcatori | 90+1’ A. Ferretti |